# Donar Groningen
Donar Groningen ist ein niederländischer Basketballverein aus Groningen. Der Verein wurde siebenmal niederländischer Basketballmeister sowie siebenmal Pokalsieger.

## Geschichte
Der Ursprung des Vereins liegt 1881, als der GSSV (Groninger Studentenschermvereiniging) Donar ins Leben gerufen wurde. Die Studentenverbindung Vindicat gründet diesen Verein, in dem hauptsächlich Gymnastik betrieben und gefochten wurde. In der Verbindung herrschte die Tradition, Vereine nach germanischen Gottheiten zu benennen. Deshalb leitet sich der Name Donar auch vom germanischen Gott Thor ab. Im Jahre 1951 wurde in diesem Verein eine Basketball-Abteilung geschaffen, die heutigen Donar Groningen.
1970 erreichte die Mannschaft erstmals die höchste niederländische Basketball-Liga, die Eredivisie. Drei Jahre später kapselte sich die Basketball-Abteilung vom Stammverein ab und ging mit Hauptsponsor Nationale-Nederlanden fortan ihren eigenen Weg. In diesem Jahr begann auch der Wechsel von einem Amateurteam zu einem professionellen Basketballteam. Dieser Weg führte zu diversen Teilnahmen am Korać-Cup, einem Europapokal für Vereinsteams und 1982 zum ersten Gewinn der niederländischen Meisterschaft.
Kaum auf dem Zenit angekommen, kam die Hiobsbotschaft vom Hauptsponsor, dass dieser alle Zahlungen einstellt. Donar sah sich gezwungen freiwillig in die dritte Liga abzusteigen. Als Ahrend Donar stieg man 1987 wieder in die erste Liga auf und spielt seitdem bis heute dort. Durch gute Leistungen ließ Donar den Zwangsabstieg schnell vergessen, man gelang regelmäßig in die Play-offs, der ganz große Wurf blieb aber aus.
Im Jahr 2004, man war mittlerweile vom traditionellen Donar im Vereinsnamen abgewichen und nannte sich nun MPC Capitals, gewann die Mannschaft die zweite Meisterschaft der Vereinsgeschichte. Es folgten weitere gute Saisons, und nach dem Pokalgewinn 2005 errang man 2010 erneut die Meisterschaft. Ein Jahr darauf sicherte man sich wieder den Pokal. Der Klub zählt zu den konstanten Spitzenklubs im niederländischen Basketball.
2009 bis 2014 war GasTerra, eine niederländische Erdgas-Firma, Hauptsponsor der Groninger. Unter dem Namen GasTerra Flames wurden die Groninger in der Periode von 2009 bis 2014 ein Mal niederländischer Meister. Des Weiteren spielten die GasTerra Flames 2011 als erstes niederländisches Team bei den Vorrunden der sogenannten EuroLeague.
Seit Juli 2014 nennt sich das Basketballteam aus Groningen wieder GSSV Donar. In ihrer ersten Saison unter dem alten Namen spielen sie das erste Mal seit den 70ern wieder ohne einen Hauptsponsor in der Eredivisie. Völlig überraschend gewinnt Donar zu Beginn der Saison 2014/2015 den SuperCup gegen ZZ Leiden Nach einem durchwachsenen Saisonstart in die Saison 2015/2016 und vielen Abgängen zur Saisonhälfte gelingt Donar die Sensation: Sie werden am 26. Mai 2016 zum fünften Mal niederländischer Meister! Im Oktober darauf holen sie den Supercup.
Am 31. Juli 2023 meldete Donar aufgrund einer Verschuldung von 1,75 Millionen Euro und eines negativen Eigenkapitals von 1,3 Millionen Euro Insolvenz an.  Eine Einigung mit dem Finanzamt hatte zu keinem Ergebnis geführt.

## Halle
Der Verein trägt seine Heimspiele im 4.500 Plätze umfassenden Martini Plaza aus.

## Erfolge
- 7× Niederländischer Meister (1982, 2004, 2010, 2014, 2016, 2017, 2018)
- 7× Niederländischer Pokalsieger (2005, 2011, 2014, 2015, 2017, 2018, 2022)
- 3× SuperCup (2014, 2016, 2018)

## Namensgeschichte
Durch mehrmaliges Wechseln des Hauptsponsors hatte der Verein seit Gründung zwölf verschiedene Namen:
- GSSV Donar
- Nationale-Nederlanden Donar
- GBV Donar
- Ahrend Donar
- VGNN Donar
- RZG Donar
- Celeritas/Dona
- RZG Donar
- MPC Donar
- MPC Capitals
- Hanzevast Capitals
- GasTerra Flames